# Carrer de Vidal i Quadras
El carrer de Vidal i Quadras, altrament anomenat carrer de Vidal-Quadras, és un carrer de la ciutat de Barcelona, que es troba al barri de Sarrià del districte de Sarrià - Sant Gervasi. La via interurbana ret homenatge al pintor barceloní Josep Maria Vidal-Quadras i Villavecchia (1891-1977), després d'haver pintat el saló de Sant Jordi del Palau de la Generalitat de Catalunya. En aquest carrer hi té una de les entrades l'Escola Dolors Monserdà-Santapau, centre d'ensenyament públic infantil i de primària (3-12 anys).
El carrer era considerat com una bona via secundària de descongestió del trànsit que unia els nuclis urbans de Sarrià i Vallvidrera fins que, a principis de febrer de 2013, fou restringit el pas d'automòbils, primer amb una senyalització i, després, amb la instal·lació de quatre pilones. En aquest sentit, la Candidatura d'Unitat Popular (CUP) del districte denuncià la mesura com a «equivocada i contraproduent», ja que «obliga a tot el barri de Vallvidrera, el Baixador i les Planes a haver d'usar un únic carrer per enllaçar amb la resta del districte».